# Namnå
Namnå este o localitate din comuna Grue, provincia Hedmark, Norvegia.